# Las Navas del Marqués
Las Navas del Marqués – gmina w Hiszpanii, w prowincji Ávila, w Kastylii i León, o powierzchni 97,93 km². W 2011 roku gmina liczyła 5728 mieszkańców.